# أحمد مطلوب
الدكتور أحمد مطلوب أحمد الناصري التكريتي أستاذ البلاغة والنقد رئيس المجمع العلمي العراقي ووزير الثقافة والإرشاد في الجمهورية العراقية عام 1967 م. ولد يوم الأحد 10 شعبان 1355 هـ / 25 تشرين الأول 1936 م، في تكريت بالعراق. وتوفي الساعة الخامسة والربع عصر يوم السبت الموافق 8 ذو القعدة 1439 هـ / 21 تموز/ يوليو 2018 م.

## تعليمه
درس الابتدائية والمتوسطة في تكريت (1941-1950)، ثم درس الثانوية في كربلاء وأتمها في الكرخ ببغداد. وحصل على البكالوريوس في اللغة العربية من كلية الآداب والعلوم ببغداد (قسم اللغة العربية) بدرجة امتياز عام 1956 م، وكان الأول على جميع أقسام الكلية. ثم حصل على الماجستير في علم البلاغة والنقد بدرجة جيد جدا من جامعة القاهرة عام 1961 م، ثم الدكتوراه في البلاغة والنقد بمرتبة الشرف الأولى من جامعة القاهرة سنة 1963 م.

## حياته العملية
- عمل مدرساً في ثانوية كركوك عام 1957 م.
- انتقل إلى العمل مدرساً في إعدادية التجارة ببغداد 57-1958 م.
- عمل في كلية الآداب بجامعة بغداد منذ عام 1958، معيدا فمدرسا فأستاذا مساعدا فأستاذا مشاركا ثم أستاذ.
- أصبح مديرا عاما للصحافة والإرشاد في وزارة الثقافة والإرشاد عام 1964 م.
- عمل مديرا عاما للثقافة بنفس الوزارة عام 1964 م.
- عمل رئيسا لقسم الإعلام بجامعة بغداد منذ سنة 1966-1969 م.
- في عام 1967 صار الدكتور أحمد مطلوب وزيرا للثقافة والإرشاد في الجمهورية العراقية.
- التحق بجامعة الكويت أستاذا منتدبا أعوام 1971 - 1978 م.
- أستاذ زائر في معهد البحوث والدراسات العربية في القاهرة وجامعة مارتن لوثر في ألمانية الديمقراطية وجامعة وهران في الجزائر.
- أصبح عميدا لكلية الآداب بجامعة بغداد منذ عام 1984 إلى 1986 م.
- أمين عام الهيئة العليا للعناية باللغة العربية، التابعة لمجلس قيادة الثورة في العراق من عام 1986 حتى عام 1992م.
- رئيس هيئة العناية باللغة العربية، التابعة لمجلس الوزراء منذ سنة 1992.
- أمين عام المجمع العراقي في سنة 2001.
- شغل عام 2007 منصب رئيس المجمع العلمي العراقي الذي يعتبر أعلى هيئة علمية في العراق، وأصبح عضواً في مجمع اللغة العربية الأردني بالإضافة إلى المجمع العلمي الأردني.

## الجوائز
- جائزة صدام للآداب ووسامها: سنة 1987 بالعراق.
- نوط الامتياز من الطبقة الأولى: سنة 1990م، من جمهورية مصر العربية.
- نوط الاستحقاق العالي: سنة 1993 بالعراق.[7]
- جائزة الملك فيصل العالمية في فرع اللغة العربية والأدب مناصفة مع محمد رشاد محمد الصالح حمزاوي (التونسي الجنسية) لعام 1428 الهجرية.[8][9]

## أحمد مطلوب شاعراً
له ملَكة شعرية مصقولة بقراءة دوايين الشعراء الكبار كأبي نواس والمتنبي وأحمد شوقي وبشارة الخوري وأبي ريشة والجواهري ونازك الملائكة والسيّاب، انبجست باكورة قصائده في كانون الثاني سنة 1948 حين تأثر بوثبة كانون التي نشبت لمعارضة معاهدة بورتسموث، فقال راثياً قيس إبراهيم الآلوسي الذي قُتلَ في تلك الوثبة، يا قيسُ لا لحنَ الخلود، ورمزَ أقطان الأسود، ثم طلبَ من جريدة أن تنشر قصيدة له في بداية محاولات قيام الحكم الجمهوري في مصر في شهر تموز سنة 1956، حين كان الملك فاروق في أواخر أيامه، فقال "يا مصرُ يا أمّ العروبة ناضلي، عمّا قريبٍ تُهزمُ الأشباحُ"، فرفضت الجريدة نشرها ، أما أول قصيدة نُشرت له فكان اسمها (نشيد الحب) في شهر كانون الثاني سنة 1953م، وكان لا يزال حينئذٍ طالباً في الصف الأول من كلية الآداب، ثم نشرَ قصيدة (أمطري) ونشر أحمد مطلوب هاتين القصيدتين موقعتين بتوقيع (كلية الآداب: التكريتي)، ثم نُشرت له قصيدة من الشعر الحُر اسمها (الفقر) قال فيها "الفقرُ ينفث سمَّهُ، والبؤس يصرخ في الوجوه، والموت خلف الباب يوشك أن يفوه"، وكان أحمد مطلوب لا يفرق بين الشعر العمودي والشعر الحر ويرى أن الشعر نفثة صادقة لا يأطرها هيكل ما دام الشعر صادقأً، وقال في قصيدة كتبها يوم 6 كانون الأول سنة 1956 مخاطباً نورياً السعيد "لم يعد يُرهبنا ثقل القيود، فاقضِ ما شتَ ونكّل بالأُسود"، وقال في قصيدو يخاطبه أمّهُ حين كان هو في معتقل السعدية "أُمّاه لا تجزعي فالله يرعاني، في حومة المجد، في تحرير أوطاني".

## مؤلفاته
أصدر 37 كتابا مؤلفا في البلاغة والنقد والأدب والمعاجم والتعريب. و 15 كتابا محققا من كتب التراث في الشعر وبلاغة القرآن الكريم. وقد نشر أكثر من 60 بحثا علميا في اللاغة والنقد واللغة وعلوم القرآن والتفسير والحديث وتعريب العلوم والمصطلحات العلمية. ومنها:
- أساليب بلاغية: الفصاحة - البلاغة - المعاني. عام 1981
- النحت في اللغة العربية: دراسة ومعجم.
- الأرقام العربية. عام 1983
- معجم مصطلحات النقد العربي.
- معجم الملابس في لسان العرب.
- معجم المصطلحات البلاغية وتطورها.
- ديوان ديك الجن الحمصي. بالاشتراك مع: عبد الله الجيوري.
- تحفة الأريب بما في القرآن من الغريب.
- معجم النسبة بالألف والنون.
- عبد القاهر الجرجاني.
- البحث البلاغي عند العرب. 1982(نُشر في الموسوعة الصغيرة، العدد:116).
- البلاغة العربية: المعاني والبيان والبديع. عام 1980
- البلاغة عند الجاحظ. عام 1981
- البلاغة والتطبيق. عام 1982
- القزويني وشروح التلخيص. عام 1980
- رفيقة عمري، مطبعة جامعة ديالى المركزية، عام 2015م.
- في رحاب القلم (كتاب في عدة أجزاء) صدر جزئه السادس عام 2020م.

### مقالاته
وتعد بالمئات ومنها:
- البلاغة عند السكاكي، رسالة جامعية عام 1960
- الأمدي في ضوء موازنته، 1972
- البصرة في تراث الجاحظ، 1982
- الجرجاني في ضوء وساطته، 1973
- الخطيب القزويني: جهوده وأثره في البلاغة العربية. عام 1963
- اللغة العربية والحضارة. (بحث). عام 1997
- انظر أيضا فهرس المجموعة الكاملة[وصلة مكسورة] للدكتور أحمد مطلوب، إسلام أون لاين.